# Árpás, Győr-Moson-Sopron
Árpás  este un sat în districtul Tét, județul Győr-Moson-Sopron, Ungaria, având o populație de 270 de locuitori (2011). 

## Demografie
Componența etnică a satului Árpás
     Maghiari (96,53%)
     Germani (1,93%)
     Necunoscut (1,54%)
     Alții (1,54%)
Componența confesională a satului Árpás
     Romano-catolici (49,63%)
     Luterani (15,19%)
     Fără religie (4,81%)
     Reformați (1,85%)
     Necunoscută (28,52%)
Conform recensământului din 2011, satul Árpás avea 270 de locuitori. Din punct de vedere etnic, majoritatea locuitorilor (96,53%) erau maghiari, cu o minoritate de germani (1,93%). Apartenența etnică nu este cunoscută în cazul a 1,54% din locuitori. Nu există o religie majoritară, locuitorii fiind romano-catolici (49,63%), luterani (15,19%), persoane fără religie (4,81%) și reformați (1,85%). Pentru 28,52% din locuitori nu este cunoscută apartenența confesională.